# Arvid Ahnfelt

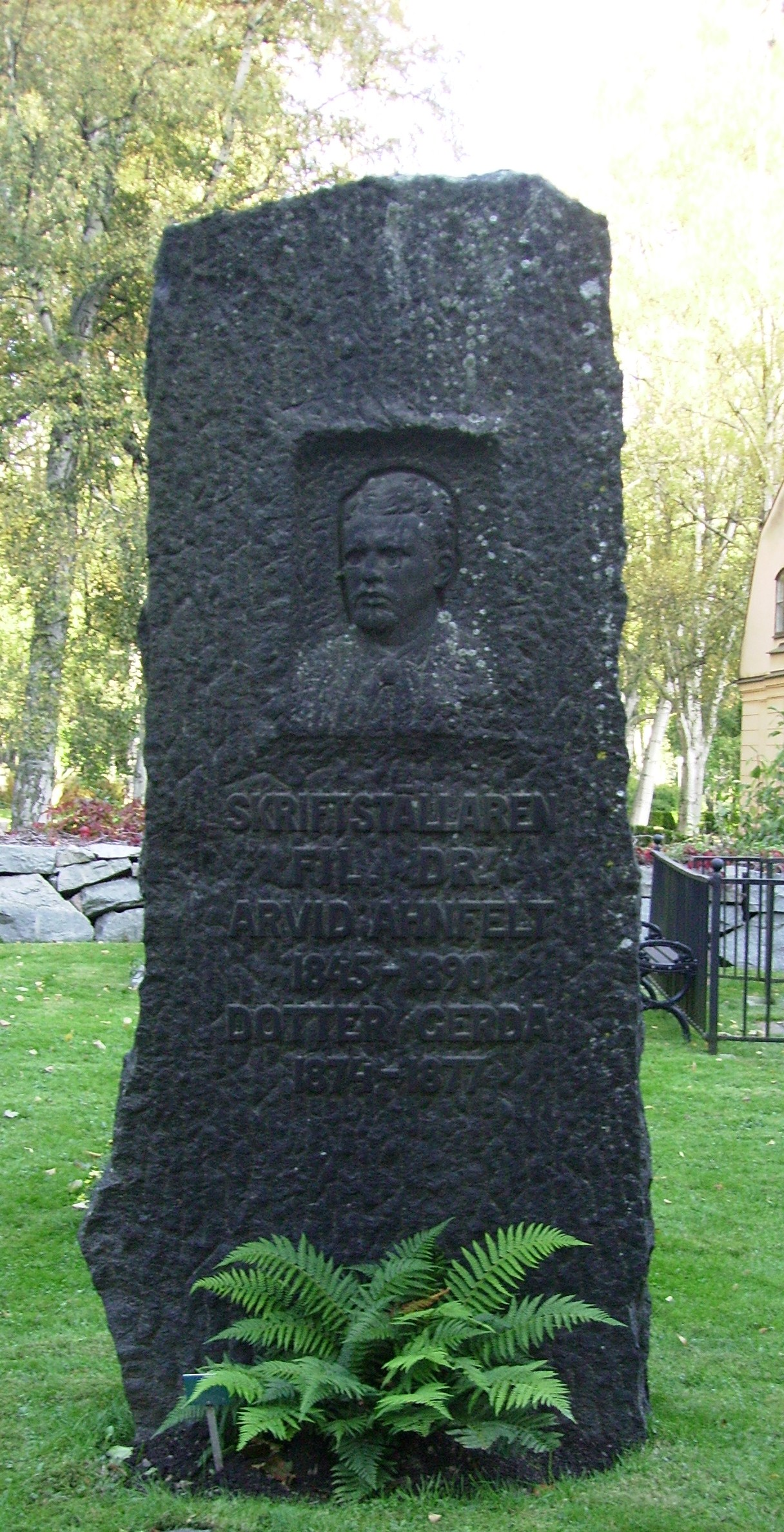
Arvid Ahnfelts Grab, Solna kyrkogård.

Arvid Ahnfelt (* 16. August 1845 in Lund; † 17. Februar 1890 in Kopenhagen) war ein schwedischer Literaturhistoriker.

## Leben
Ahnfelt, ein Sohn des Bischofs Paul Gabriel Ahnfelt (1803–1863), studierte in Lund, später in Uppsala, wo er an der Kungliga Biblioteket in Stockholm tätig war. Danach war er ausschließlich als Journalist und Schriftsteller tätig, etwa als Mitarbeiter des Aftonbladet. 1881 wurde er Redakteur der politischen Zeitschrift: Ur Dagens Krönika („Aus der Chronik des Tages“). Literarisch bekannt wurde er durch sein Buch Verldslitteraturens historia (Stockholm, 1874–76), eine Geschichte der Weltliteratur, welche sich an die bekannten Arbeiten von Johannes Scherr u. a. anlehnt, die heimische Literatur aber durchaus selbständig behandelt hat.
Ahnfelt veröffentlichte mehrere literarhistorische Monographien über unter anderem Almquist (Stockholm 1876), Leonhard Fredrik Rääf (Stockholm 1879), Crusenstolpe (Stockholm 1880), Palmer (Stockholm 1880), ferner noch eine Biographie des Landesbischofs Thomander (Stockholm 1876), eine kultur-geschichtliche Arbeit auf Grund archivalischer Forschungen: Ur svenska hofvets och aristokratiens lif (Stockholm 1880–83, Band 1–6), und das Künstlerlexikon (Europas konstnärer, Stockholm 1883 ff.).
Ahnfelt war seit 1871 mit Hilda Henriette (geborene Runnerström) verheiratet. Die Tochter der beiden, Astrid Ahnfelt, wurde Schriftstellerin.